# Шюльп (Рендсбург)
Шюльп (нем. Schülp) — община в Германии, в земле Шлезвиг-Гольштейн.
Входит в состав района Рендсбург-Экернфёрде. Подчиняется управлению Ефенштедт. Население составляет 1086 человек (на 31 декабря 2010 года). Занимает площадь 10,71 км².